# Giovanni Crippa
Giovanni Crippa, IMC (Besana in Brianza, 6 de outubro de 1958) é um sacerdote católico italiano do Instituto da Consolata para Missões Estrangeiras. Foi elevado a bispo pelo papa Bento XVI em 21 de março de 2012. É bispo diocesano da Diocese de Ilhéus.

## Biografia
Dom Giovanni nasceu em Besana in Brianza, Monza e Brianza, Itália.
Em 13 de setembro de 1981, professou os votos perpétuos no Instituto da Consolata Foi ordenado presbítero no dia 14 de setembro de 1985. Doutorou-se em História da Igreja pela Pontifícia Universidade Gregoriana, em 1996.
Viveu seus primeiros anos de sacerdócio na Itália, onde foi Animador Missionário e Vocacional, professor na Faculdade de Missiologia da Pontifícia Universidade Urbaniana e membro da Equipe de Coordenação do Departamento Histórico do Instituto da Consolata.
Em 2001, veio para o Brasil e se estabeleceu em Feira de Santana, no Estado da Bahia, onde se tornou vigário da Paróquia Santíssima Trindade. Em 2004, tornou-se pároco da mesma. Ainda como padre, foi professor da Faculdade Católica, diretor espiritual do Seminário Santana Mestra, membro do Conselho Presbiteral, Conselheiro Provincial do Instituto da Consolata e Conselheiro Espiritual das Equipes de Nossa Senhora e do Encontro de Casais com Cristo.
Em 21 de março de 2012, o Papa Bento XVI o nomeou bispo-auxiliar da Arquidiocese de São Salvador e titular de Accia. Sua sagração episcopal ocorreu em 13 de maio seguinte, na Igreja de Santo Antônio, em Feira de Santana, comandada pelo arcebispo Dom Frei Itamar Navildo Vian, OFM Cap, com auxílio do arcebispo-primaz Dom Murilo Krieger, SCI, e por Dom Walmir Alberto Valle, bispo emérito de Joaçaba, que também é missionário.
Em 25 de setembro de 2013, foi designado pelo Papa Francisco para ser administrador apostólico da Diocese de Estância, cujo bispo titular, Dom Marco Eugênio Galrão Leite de Almeida, fora igualmente investido auxiliar da Arquidiocese de Salvador. Em 9 de julho de 2014, Dom Giovanni foi efetivamente nomeado bispo da dita sé vacante, e sua posse ocorreu em 24 de agosto seguinte.
Em 11 de agosto de 2021, o Papa Francisco o transferiu para a Diocese de Ilhéus.